# Jean Trogneux

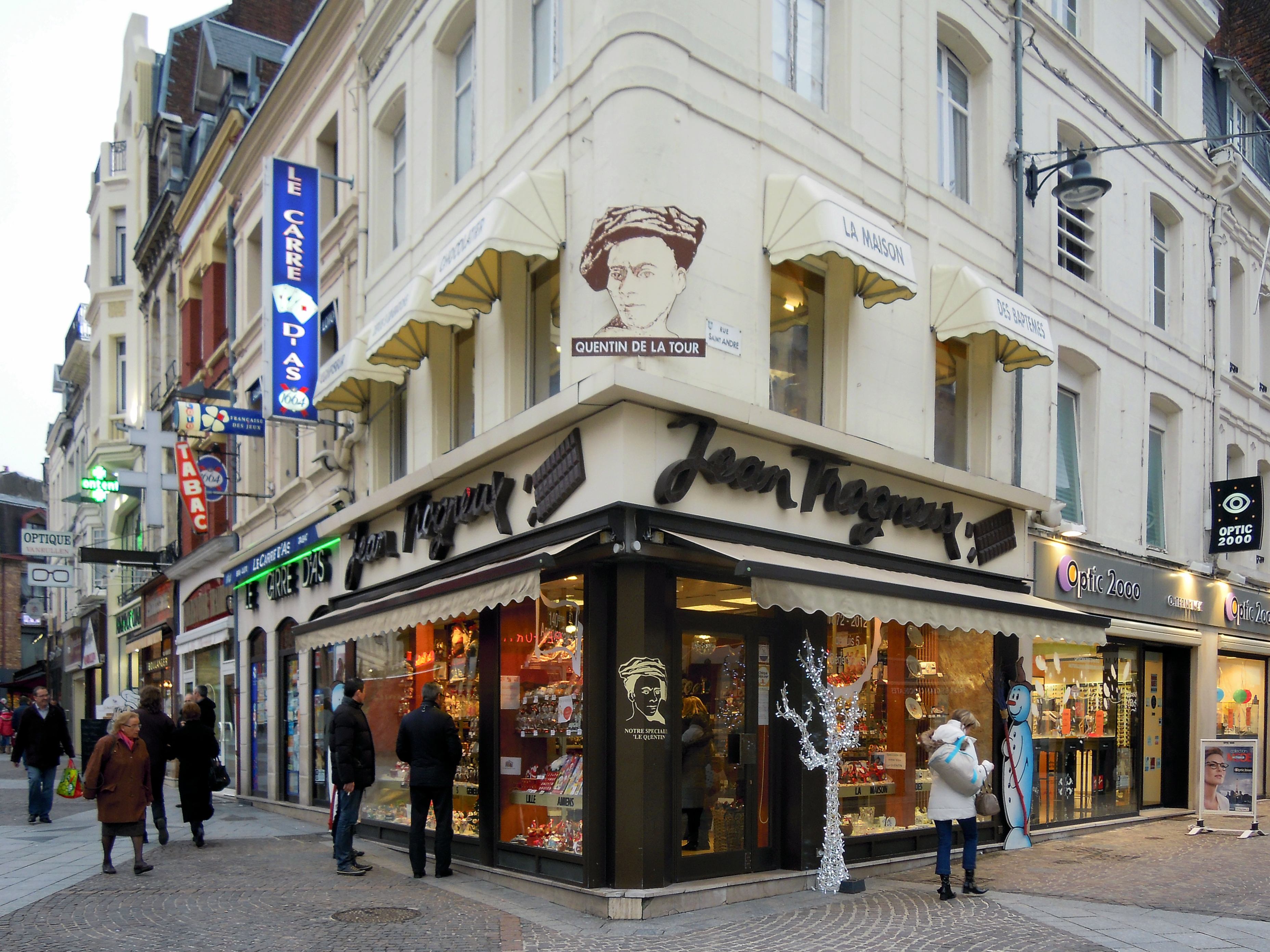
Cửa hàng Jean Trogneux, Saint-Quentin, 2012

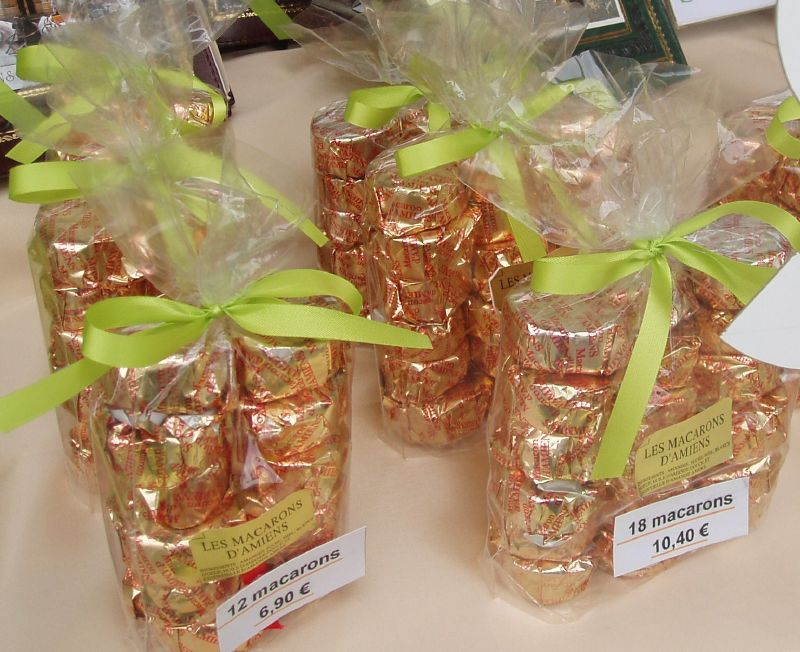
Macarons d'Amiens

Jean Trogneux là một hệ thống cửa hàng sô cô la Pháp, được điều hành qua năm thế hệ của gia đình Trogneux, và đặt tại Place Notre Dame, ở trung tâm Amiens, Pháp. Nơi đây được biết đến nhiều nhất với món macaron, món mà họ sản xuất tới hai triệu bánh mỗi năm. Cùng bảy cửa hàng bán lẻ ở Amiens, họ có cửa hàng ở các thành phố khác ở Picardie và miền bắc của Pháp - Lille , Arras và Saint-Quentin.

## Các cửa hàng bán lẻ
Trogneux có bảy cửa hàng bán lẻ ở Amiens, cũng như Lille, Arras và Saint-Quentin, ở Hauts-de-France và miền bắc nước Pháp.

## Sản phẩm
Jean Trogneux sản xuất sô cô la, macaron d'Amiens, douceurs de saison, jam, pête, mật ong và các đặc sản khác trong vùng. Họ làm tới 800 sản phẩm khác nhau, và riêng trong năm 2015 đã bán được hơn hai triệu bánh macaron. 
Họ đặc biệt được biết đến với món macaron, và với việc Brigitte Trogneux kết hôn với Emmanuel Macron, Tổng thống Pháp, điều này đã dẫn đến lối chơi chữ không thể tránh khỏi trên báo chí, "On avait déjà le macaron d'Amiens. Maintenant, on a aussi le Macron d'Amiens!" (Chúng ta đã có macaron của Amiens và bây giờ chúng ta cũng có Macron của Amiens!) 

## Lịch sử
Hệ thống cửa hàng này được thành lập vào năm 1872 bởi Jean-Baptiste Trogneux, một người làm bánh ngọt và bánh nướng, ở Gambetta-Delambre-Duméril, trung tâm của Amiens. Con trai ông đã tạo ra công thức cho macaron d'Amiens, mà nay vẫn là sản phẩm hàng đầu của công ty. 
Mẹ của Brigitte Trogneux là Simone (nhũ danh Pujol, 1910-1998) và bố là Jean Trogneux (1909-1994), người thừa hưởng Chocolaterie Trogneux, và tên công ty được đổi thành Jean Trogneux theo tên ông. 
Hoạt động kinh doanh hiện nay do Jean-Alexandre Trogneux, cháu trai của Brigitteux Trogneux quản lý, và là thế hệ thứ năm phụ trách công ty gia đình. 